# 孤兒

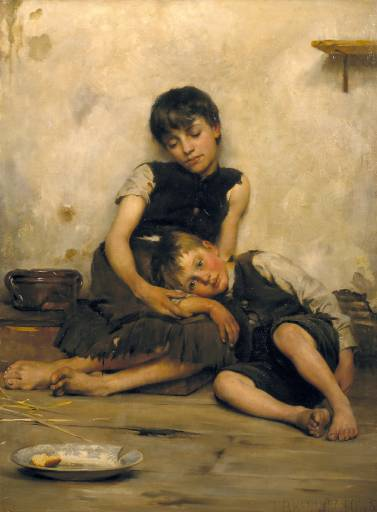
托马斯·肯宁顿绘《孤儿》

孤儿，是失去了父親和母親的兒童或青少年，例如父母雙亡、失蹤、被父母給遺棄等原因。這些孤兒有些會由親戚、監護人來照顧，有些會被送到孤兒院，亦有些被他人收養。得到適當照顧的孤兒仍有可能過正常生活，健康成長，但有些無人照顧的孤兒常會流落街頭成為街童或是當童工為生，有些則會被人給拐帶與販賣，作職業扒手、乞丐集團的道具，有些則淪為雛妓等。

## 文學作品
- 《邪惡博士》
- 《長腿叔叔》
- 《清秀佳人》
- 《远大前程》
- 《希臘三部曲》
- 《布魯克林孤兒》
- 《趙氏孤兒》
- 《哈利波特》
- 《蜘蛛人》
- 《香水》
- 《秘密花園》
- 《碧血劍》
- 《神雕俠侶》
- 《笑傲江湖》
- 《小甜甜》（電視版動畫）
- 《螢火蟲之墓》（電影版動畫）
- 維克多·雨果《悲惨世界》，又名《孤星淚》
- 《雾都孤儿》